# Emil-von-Sauer-Preis
Der Hamburgische Anwaltverein e.V. verleiht seit 1973 den Emil-von-Sauer-Preis („Der saure Emil“) an herausragende juristische Persönlichkeiten und Institutionen, die sich um das hamburgische und deutsche Rechtswesen verdient gemacht haben. Der Preis bezieht sich auf Emil von Sauer, den ersten Präsidenten des Deutschen Anwaltvereins nach dem Zweiten Weltkrieg.
Die bisherigen Preisträger:
- 1973 Kurt Mittelstein, Rechtsanwalt
- 1974 Hans Bollmann, Rechtsanwalt
- 1975 Alfonso B. Stegemann, Rechtsanwalt
- 1976 Geert Seelig, Rechtsanwalt
- 1977 Heinz Brangsch, Rechtsanwalt und Hauptgeschäftsführer des Deutschen Anwaltvereins e.V.
- 1978 Reinhart Vogler, Präsident des Hanseatischen Oberlandesgerichts Hamburg i. R. und Vorsitzender des Bundesoberseeamtes
- 1979 Herbert W. Samuel, Rechtsanwalt und Abgeordneter der Hamburger Bürgerschaft
- 1980 Rudolf Sieverts, († 1980), Ord. Em. Professor der Universität Hamburg
- 1981 Ilse Meyer, Rechtsanwältin
- 1982 Alfred de Chapeaurouge, Notar a. D. und erster Vizepräsident der Hamburger Bürgerschaft
- 1983 Walter Reimers, Vizepräsident des Hanseatischen Oberlandesgerichts i. R.
- 1984 Karl August Bettermann, Ord. Em. Professor der Universität Hamburg
- 1985 Heinz Harmsen, Rechtsanwalt
- 1986 Werner Deuchler, Rechtsanwalt und ehemaliger Präsident des Deutschen Anwaltvereins e.V.
- 1987 Walter Stiebeler, (* 1919 † 2007), Präsident des Hanseatischen Oberlandesgerichts a. D.
- 1988 Heinrich Ackermann, Rechtsanwalt
- 1989 Hans-Joachim Kurland, (* 1922 † 2020), Vizepräsident des Hanseatischen Oberlandesgerichts a. D.
- 1990 Gerhard Trowitz, († 2014), Rechtsanwalt und Vorsitzender des HAV e.V. von 1970 bis 1987
- 1991 Fritz Manasse, († 2006), Rechtsanwalt
- 1992 Jan Albers, († 2006) Präsident des Hamburgischen Oberverwaltungsgerichts a. D.
- 1993 Ingo von Münch, Ord. Professor der Universität Hamburg
- 1994 Hans-Jürgen Rabe, († 2014), Rechtsanwalt und langjähriger Präsident des Deutschen Anwaltvereins
- 1995 Roland Makowka, († 2006) Präsident des Landgerichts Hamburg a. D.
- 1996 Johannes Schneider, Rechtsanwalt[2]
- 1997 Horst-Diether Hensen, Vizepräsident des Hanseatischen Oberlandesgerichts a. D.
- 1998 Wolfgang Hoffmann-Riem Senator a. D. und Ord. Professor der Universität Hamburg[3]
- 1999 Klaus Landry, Rechtsanwalt[4]
- 2000 Hamburger Fürsorgeverein von 1948 e.V., Organisation für Resozialisierung Haftentlassener
- 2001 Friedemann Sternel, Vorsitzender Richter am Landgericht Hamburg a. D.
- 2002 Peter Rameken, Rechtsanwalt und Vorsitzender des HAV e.V. von 1987 bis 1995[5]
- 2003 Jan Grotheer, Präsident des Finanzgerichts Hamburg[6]
- 2005 Inga Schmidt-Syaßen, Vorsitzende Richterin am Hanseatischen Oberlandesgericht a. D., und  Karsten Schmidt, ehem. Präsident der Bucerius Law School[7]
- 2007 Wilhelm Rapp, Präsident des Hanseatischen Oberlandesgerichts a. D.[8]
- 2009 Jürgen Keyl, Rechtsanwalt und Vorsitzender des HAV e.V. von 1995 bis 1999
- 2011 Ulrich Ramsauer, Professor für Verwaltungsrecht an der Universität Hamburg und Vorsitzender Richter am Oberverwaltungsgericht Hamburg
- 2013 Gesellschaft Hamburger Juristen
- 2015 Axel C. Filges, Rechtsanwalt, ehemaliger Präsident der Hanseatischen Rechtsanwaltskammer und der Bundesrechtsanwaltskammer[9]
- 2017 Hülfskasse Deutscher Rechtsanwälte[10][11]
- 2019 Sabine Leutheusser-Schnarrenberger, ehemaliges MdB, Bundesjustizministerin a. D., ehemalige stellvertretende FDP-Bundesvorsitzende, ehemalige Vorsitzende der FDP Bayern, Mitglied des Vorstandes der Friedrich-Naumann-Stiftung[1]
- 2021 Friedrich-Joachim Mehmel, ehemaliger Präsident des Hamburgischen Verfassungsgerichts und des Hamburgischen Oberverwaltungsgerichts, wegen der Corona-Pandemie erst 2022 tatsächlich überreicht
- 2024 Hans-Dietrich Rzadtki, ehemaliger Präsident des Amtsgerichts Hamburg